# Kongur
El Kongur, también llamado Kongur Tagh y Kongur Shan (Uyghur: قوڭۇر تاغ‎, Коңур Тағ; en mongol: Хонгор Таг, Hongor Tag; en chino, 公格尔峰; pinyin, Gōnggé'ěr Fēng), es el pico más alto de las montañas Kunlun en la República Popular China
Al encontrarse en un lugar remoto y rodeado por otros picos de considerable altura, el Kongur no se descubrió hasta el año 1900.

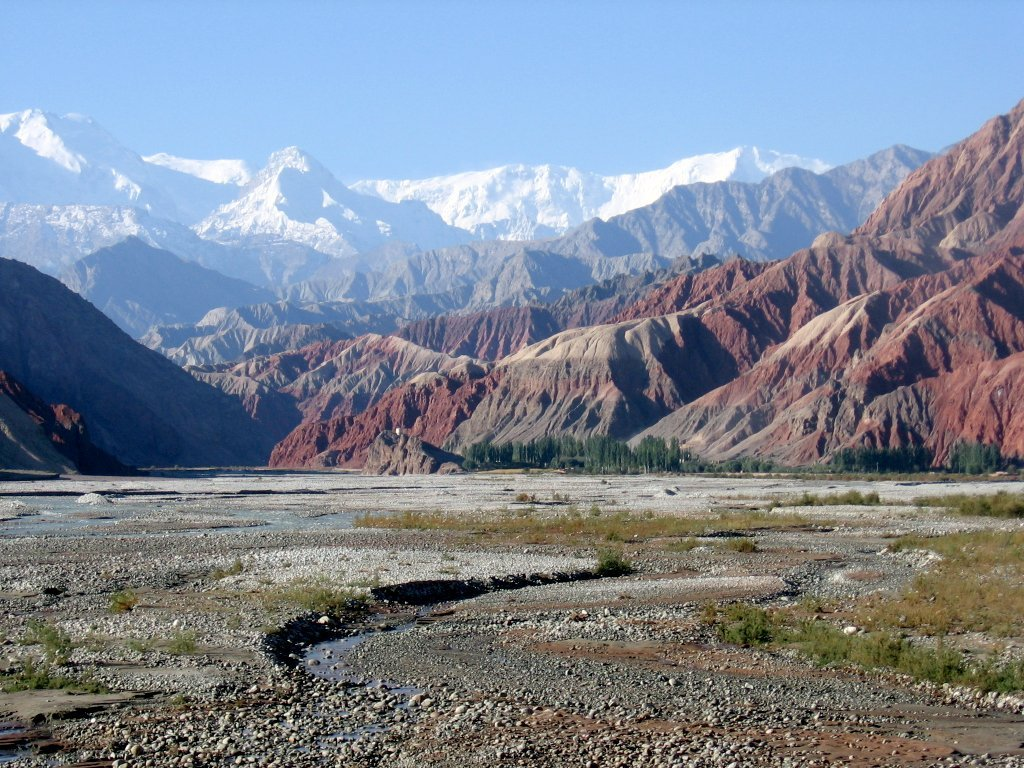
El Kongur Tagh (a la izquierda) y el Kongur Tiube (ligeramente a la derecha) vistos desde la carretera del Karakórum de camino de Kashgar al lago Karakul en China

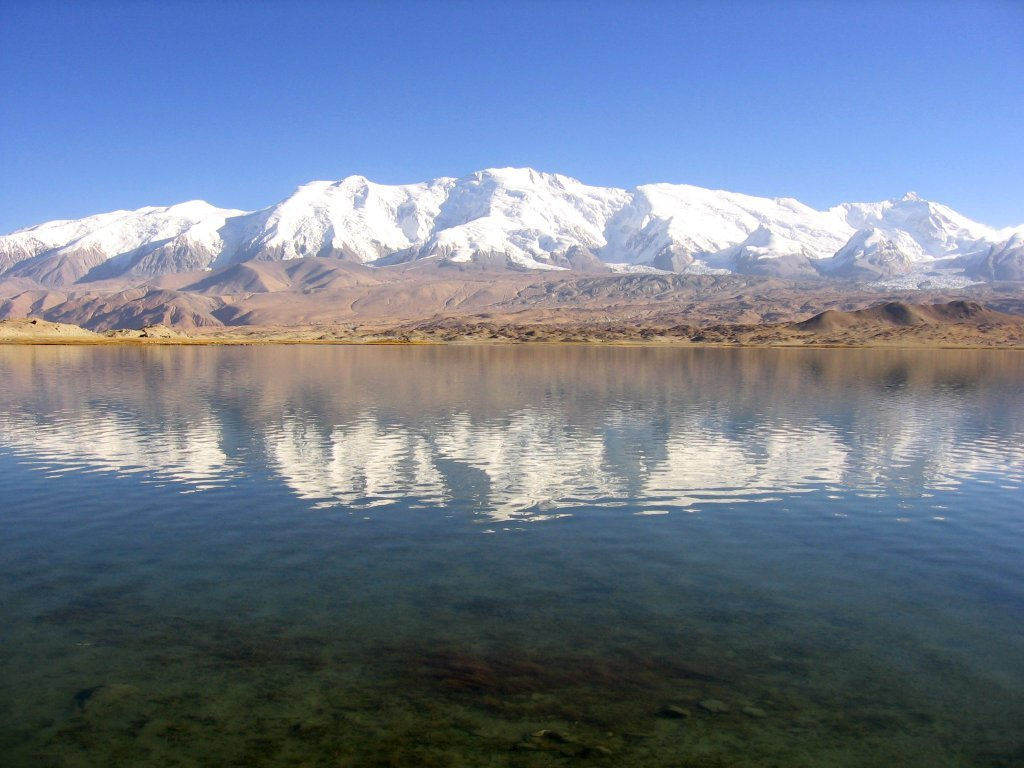
Kongur Tagh (al borde derecho de la foto) y el Kongur Tiube (al centro) vistos desde el lago Karakul.

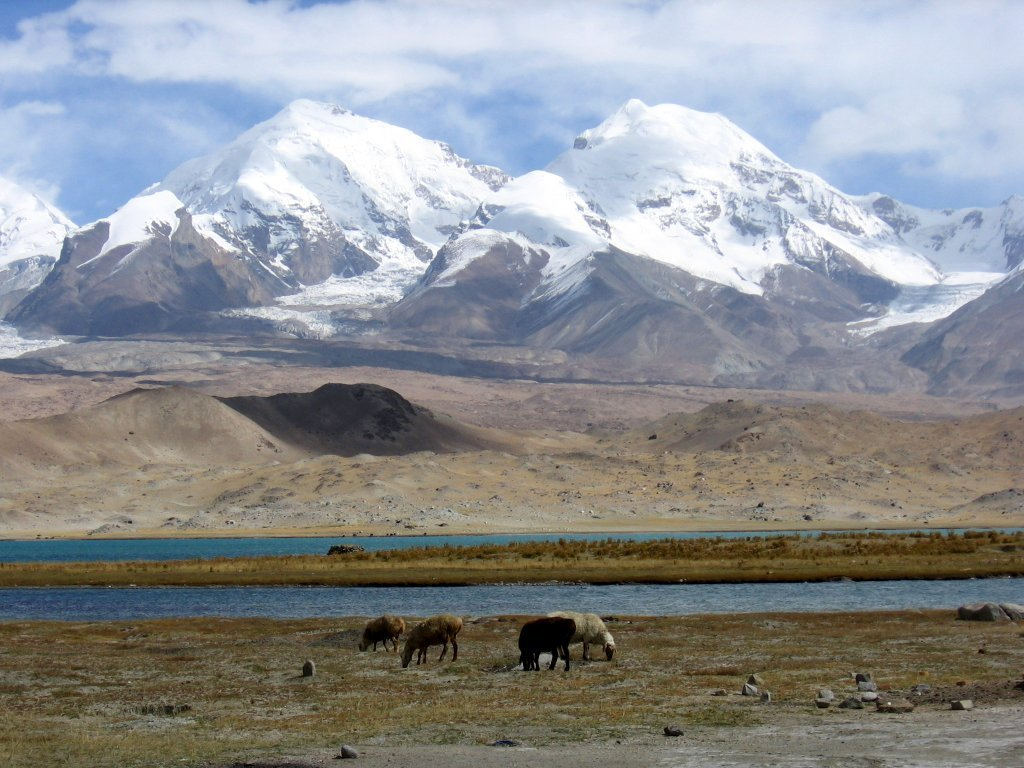
Cordillera de Kongur Tagh, 2005. Las cumbres visibles desde la carretera del Karakórum al suroeste son las del Kuk Sel (6,715 m) y el Kezi Sel (6,525 m), cerca de 5 km y 7 km respectivamente hacia el sur de la cumbre principal.

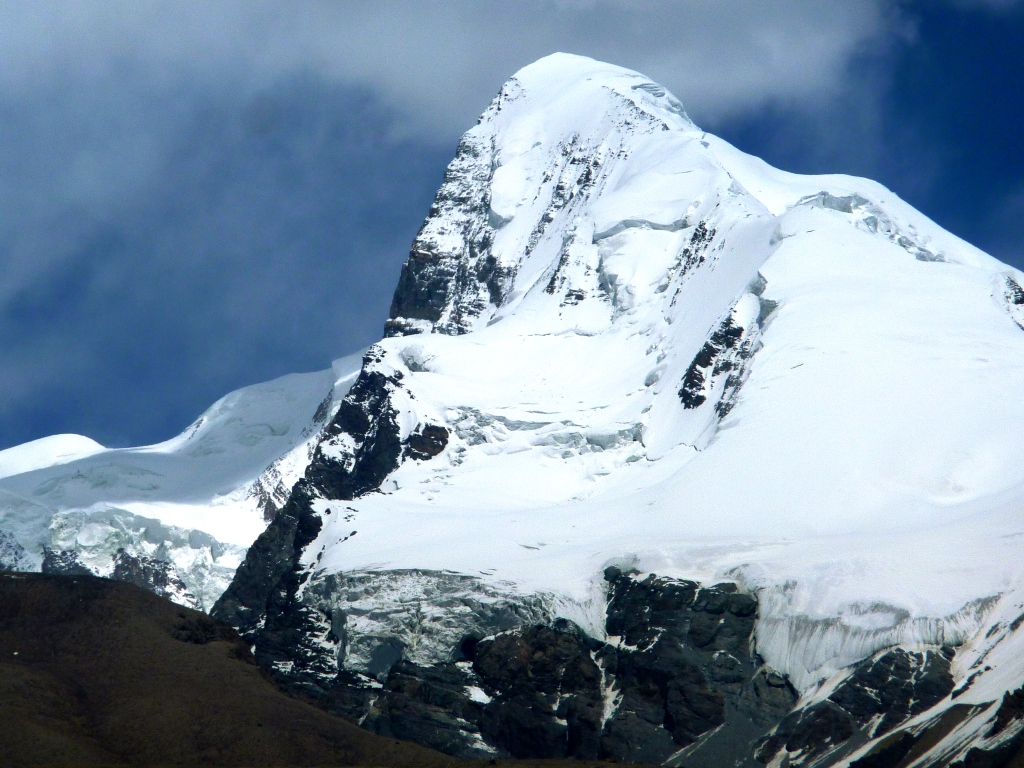
Pico Kongur Tagh, 2011

Se intentó escalar por primera vez en el año 1956 pero la expedición abortó el intento al darse cuenta de que la ascensión estaba muy por encima de sus posibilidades.
El primer ascenso del Kongur se completó en el año 1981 por una expedición de alpinistas británicos compuesta por Chris Bonington, Al Rouse, Peter Boardman y Joe Tasker.

## Geografía
El Kongur Tagh está dentro una cordillera llamada Kongur Shan (en chino, 公格尔山; pinyin, Gōnggé'ěr Shān.) El Kongur Tagh se ubica al norte del Muztagh Ata y es visible desde el lago Karakul. Algunas fuentes usan el nombre "Kongur Shan" de manera errónea para referirse al pico mismo. La cordillera de Kongur Shan, incluyendo al Muztagh Ata, está separada de las montañas de Kunlun por el gran valle del río Yarkand, y por lo tanto, se incluye generalmente dentro de la "cordillera del Pamir oriental". El Kongur Tagh es el pico más alto de la cordillera del Pamir, y es más alto también que cualquier otro pico de la cordillera de Kunlun. Debido a su ubicación tan remota y a que queda oculto por otros picos cercanos, el Kongur no fue descubierto por los europeos hasta 1900. Sin embargo, la construcción de la carretera del Karakórum de Pakistán hacia China, que corre cerca del poblado de Tashkurgán y el lago Karakul, lo ha vuelto mucho más accesible.
Administrativamente, la cordillera de Kongur es parte del condado de Akto, en China.

## Historial de escalada
El primer intento por escalar el Kongur Tagh fue realizado en 1956, pero el equipo abortó su intento al darse cuenta de que el ascenso estaba más allá de sus capacidades.
La primera ascensión al Kongur Tagh fue completada en 1981 por una expedición británica conformada por Chris Bonington, Al Rouse, Peter Boardman y Joe Tasker.

## Controversia sobre su elevación
De acuerdo a la Guía para el Montañismo en China, las autoridades de dicho país le dan la altura oficial de 7 719 m; sin embargo, otras fuentes consideran que su altura real es de 7 649 m.

## Kongur Tiube

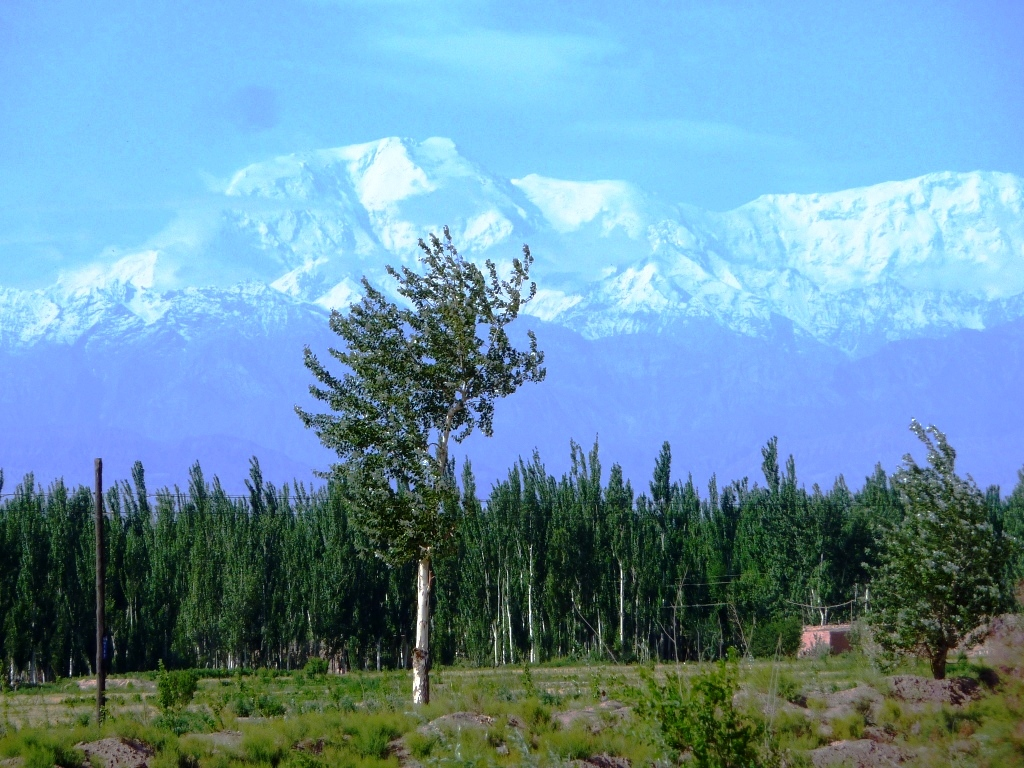
Pico Kongur Tagh II

El Kongur Tagh tiene un subpico significante conocido como Kongur Tiube (en chino: 公格尔九别峰 que significa en el idioma local "la montaña con gorra blanca", también Kongur Tiubie / Jiubie y Kungur Tjube Tagh), 38°36′57″N 75°11′44″E / 38.61583, 75.19556; con una altura de 7,530 m (24,705 pies)Lugar 47 Es un pico moderadamente independiente, con una prominencia de 840 m (2,756 pies). Fue escalado por primera vez en 1956.